# Franjo Filipović (pedagog)
Franjo Filipović (Predavac kraj Bjelovara, 1. studenog 1901. — Zagreb, 31. listopada 1988.) - hrvatski pedagog
Rođen je u Predavcu kraj Bjelovara, 1. studenog 1901. godine u obitelji zemljoradnika. Završio je gimnaziju u Bjelovaru 1917. godine, a Učiteljsku školu u Zagrebu 1921. godine. Bio je učitelj u Jasenovcu, Jakuševcu i Opatincu, potom je od 1928. do 1930. učitelj u građanskoj školi u Ludbregu, od 1930. do 1941. u Vježbaonici Visoke pedagoške škole u Zagrebu, kratko 1941. u Gospiću te od 1941. do 1943. u Prvoj muškoj građanskoj školi u Zagrebu. Uz učiteljski rad, nastavio je obrazovanje i završio Visoku pedagošku školu u Zagrebu 1941. godine. Od 1943. učitelj je Vježbaonice Visoke pedagoške škole u Zagrebu, a od 1948. i njezin direktor. Danas je na tom mjestu Osnovna škola Izidora Kršnjavija u Zagrebu. Diplomirao je pedagogiju na Filozofskom fakultetu u Zagrebu 1946. godine.
Napisao je više udžbenika i priručnika iz matematike i fizike za osnovnu školu. Prvi je u Hrvatskoj napisao knjigu o metodici nastave fizike u osnovnoj školi 1965. godine. Pisao je o pedagogiji u časopisima i prevodio s esperanta.
Dobio je nagradu "Ivan Filipović" 1971. godine. To je hrvatska državna nagrada za životno djelo u području predškolskog odgoja, osnovnom, srednjem školstvu, visokom školstvu i znanstvenom i stručnom radu.
Imao je dva sina Radovana i Davorina Filipovića, koji su radili kao inženjeri strojarstva u Njemačkoj.